# EuroShop

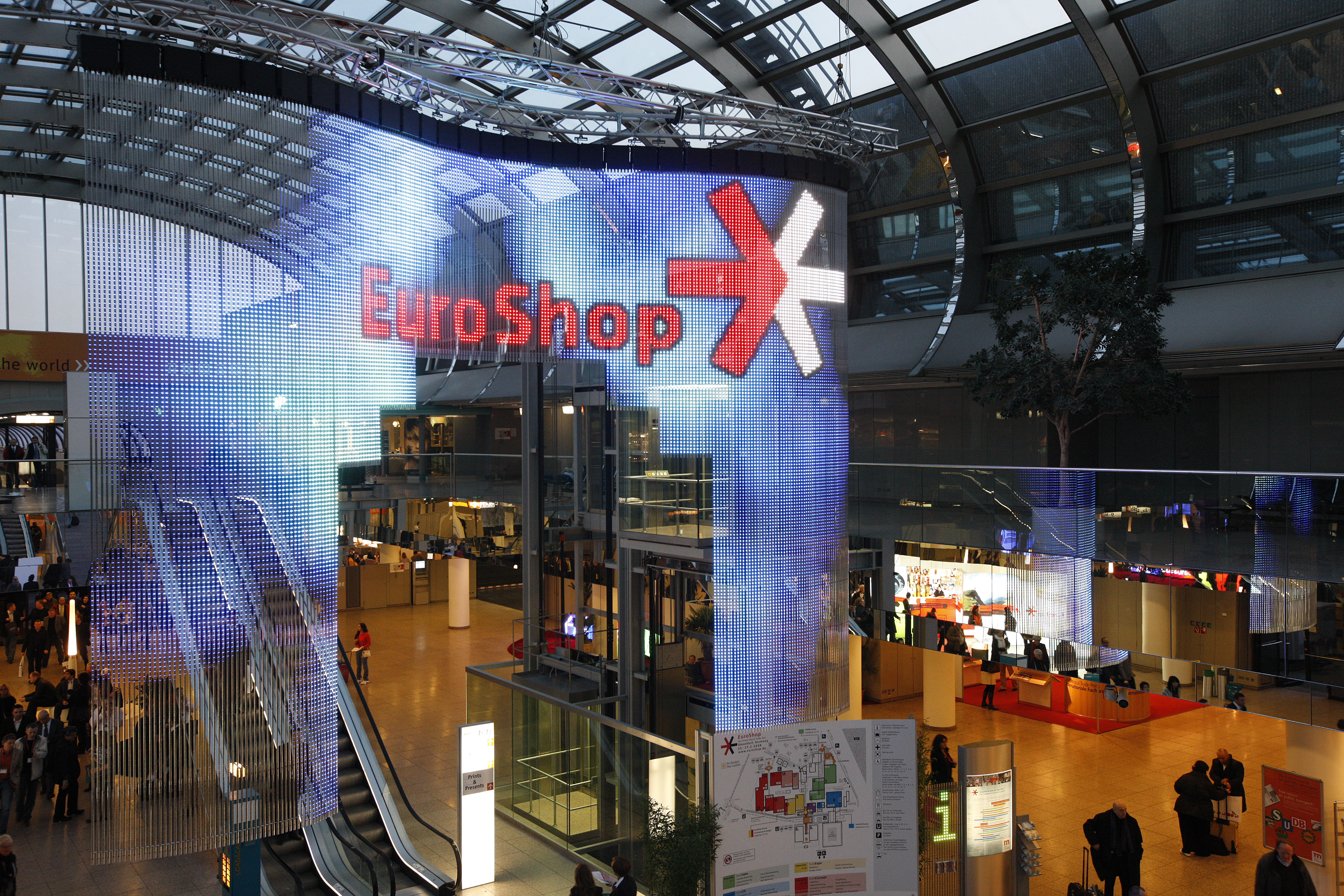
EuroShop 2008

Die EuroShop ist eine seit 1966 stattfindende Messe für Investitionsgüter des Handels. Sie wird alle drei Jahre auf dem Areal der Messe Düsseldorf ausgetragen und gilt weltweit als die führende Messe der Branche. Der ideelle Träger der Messe ist EHI Retail Institute.

## Geschichte
Die erste EuroShop fand vom 11. bis 15. Juni 1966 auf dem alten Messegelände im Ehrenhof statt. 331 Aussteller aus 55 Ländern waren vertreten. Rund 29.000 Fachbesucher waren zu Gast und informierten sich vor allem zum Thema Ladenbau, das die ersten Veranstaltungen dominierte. So fand zeitgleich der Kongress „Moderne Läden und Schaufenster“ statt. Anstoß für die Gründung der EuroShop waren grundlegende Veränderungen in der Handelslandschaft gewesen. Ab Mitte der 1960er Jahre hatten sich vermehrt Selbstbedienungskonzepte vor allem im Lebensmitteleinzelhandel durchgesetzt. Zugleich machten mit den ersten Discountern neue Handelskonzepte den traditionell markenorientierten Supermärkten Konkurrenz. Durch diese Entwicklungen entstand bei Händlern ein zunehmender Bedarf nach Möglichkeiten, das eigene Profil durch Maßnahmen vor allem im Ladenbau zu schärfen.
Bis 1972 fand die EuroShop in einem zweijährigen Turnus statt. Ab 1975 wurde in einen dreijährigen Turnus gewechselt. Zum Ladenbau kamen bis Ende der 1990er Jahre weitere Angebote, die für Handelsunternehmen von steigender Bedeutung waren. Zu ihnen zählten z. B. Schauwerbung, Beleuchtung oder Messebau. Aufgrund der rasanten Entwicklung in der Informationstechnologie kamen mit IT, Warenwirtschafts- und Überwachungssystemen, Artikelsicherheit oder Supply Chain Management Angebote hinzu, deren Lebenszyklen deutlich geringer waren, als das traditionelle Angebot der Messe. Darauf reagierte die Messe mit der Schaffung des „Retail Technology Forums“, das jährlich stattfand. Alle drei Jahre war es Teil der EuroShop. 2002 wurde die EuroShop grundlegend restrukturiert. Die Messe wurde in vier Bereiche gegliedert:
- EuroConcept (Ladenbau, Store Design, Beleuchtung, Kühlmöbel, Gebäudetechnik)
- EuroSales (Visual Merchandising, POS Marketing, Schauwerbung)
- EuroExpo (Architektur, Design, Events)
- EuroCIS (IT und Sicherheitstechnik)

Die neugeschaffene EuroCIS löste das Retail Technology Forum ab. 2014 stellten bereits 2.229 Aussteller auf 120.603 m² aus und verzeichneten 109.496 Besucher aus 100 Ländern.
2015 wurde mit der C-star – Shanghai’s International Trade Fair for Solutions and Trends all about Retail – ein erster Ableger der EuroShop im Ausland geschaffen. Im Mai 2016 stellten 180 Unternehmen aus 18 Ländern auf der C-star aus. 7.600 Fachbesucher aus 77 Nationen waren bei der Messe zu Gast. Die C-star findet jährlich statt.
Die EuroShop 2020 fand vom 16. bis 20. Februar 2020 statt und gehörte zu den letzten Großveranstaltungen in Deutschland vor der  Coronakrise. Aufgrund dieser Situation sank die Besucherzahl um 19.000 im Vergleich zur EuroShop 2017.
Zur Euroshop 2023 kamen über 80.000 Fachbesucher aus 141 Länder. Der Anteil der ausländischen Besucher lag bei 68 Prozent.

## Awards
Insgesamt sechs Auszeichnungen werden im Rahmen der EuroShop 2017 vergeben. Zu ihnen zählt beispielsweise der EuroShop Retail Design Award, mit dem die besten Shops mit den erfolgreichsten Konzepten prämiert werden oder der Wissenschaftspreis, mit dem EHI-Stiftung, die GS1 Germany exzellente wissenschaftliche Arbeiten (Bachelor, Master, Dissertation) auszeichnen. Der Preis ist mit insgesamt 38.000 Euro dotiert.

## Zahlen und Fakten
| Jahr | Aussteller | Besucher | Standfläche |
| ---- | ---------- | -------- | ----------- |
| 1966 | 331        | 28.762   | 19.614 m²   |
| 1968 | 387        | 28.419   | 25.249 m²   |
| 1970 | 454        | 40.582   | 33.164 m²   |
| 1972 | 478        | 41.393   | 39.198 m²   |
| 1975 | 522        | 40.710   | 37.867 m²   |
| 1978 | 560        | 45.514   | 40.701 m²   |
| 1981 | 597        | 45.742   | 41.966 m²   |
| 1984 | 760        | 61.202   | 43.896 m²   |
| 1987 | 943        | 80.541   | 60.888 m²   |
| 1990 | 1.120      | 100.640  | 79.842 m²   |
| 1993 | 1.473      | 91.436   | 95.430 m²   |
| 1996 | 1.508      | 100.967  | 90.856 m²   |
| 1999 | 1.587      | 92.377   | 96.524 m²   |
| 2002 | 1.595      | 92.532   | 98.907 m²   |
| 2005 | 1.652      | 90.963   | 94.843 m²   |
| 2008 | 1.895      | 104.766  | 106.871 m²  |
| 2011 | 2.036      | 107.273  | 107.971 m²  |
| 2014 | 2.229      | 109.496  | 116.579 m²  |
| 2017 | 2.368      | 113.906  | 127.598 m²  |
| 2020 | 2.292      | 94.339   | 123.799 m²  |
| 2023 | 1.824      | 81.484   | 102.927 m²  |